# Tom Glynn-Carney
Tom Glynn-Carney (7 de febrer de 1995) és un actor i cantant anglés. És conegut pel seu paper secundari a la pel·lícula de guerra de Christopher Nolan Dunkirk i com a Aegon Targaryen a la sèrie d'HBO House of the Dragon.

## Biografia
Glynn-Carney va estudiar a l'escola Canon Slade de Bolton i va estudiar Teatre Musical al Pendleton College of Performing Arts. Després va assistir a la Guildhall School of Music and Drama on va estudiar interpretació. Mentre estudiava, va participar en adaptacions escèniques professionals de Peter Pan i Macbeth.
La seua primera experiència a la televisió va ser l'any 2013 quan va tenir un paper en dos capítols de Casualty. Va aconseguir un paper principal al drama militar de la BBC The Last Post, publicat com a part del contingut de la nova temporada de tardor de 2017 a BBC1. Interpreta al caporal Tony Armstrong.
Des de l'abril de 2017, Glynn-Carney va interpretar a Shane Corcoran a l'obra de Jez Butterworth The Ferryman que es va estrenar al Royal Court Theatre. Més tard es va traslladar amb la producció al West End al Gielgud Theatre, deixant la producció l'octubre de 2017. Va guanyar l'Emerging Talent Award als Evening Standard Theatre Awards per la seua actuació.
La seua primera pel·lícula va ser el drama bèl·lic Dunkirk, dirigit per Christopher Nolan i estrenat el juliol del 2017. Interpreta a Peter, el fill del capità d'un petit vaixell que va navegar per rescatar els soldats britànics de la ciutat envoltada de Dunkerque. El març de 2022 va ser anunciat per al càsting de la preqüela de Game of Thrones, House of the Dragon, on interpreta el príncep Aegon Targaryen.
També forma part d'una banda indie, Sleep Walking Animals, com a cantant principal.